# Antoni Ryszard
Antoni Ryszard (ur. 22 maja 1841 w Szczebrzeszynie, zm. 12 stycznia 1894 w Krakowie) – polski numizmatyk i kolekcjoner.
Z zawodu był handlowcem, z zamiłowania numizmatykiem. Autor wielu drobnych prac publikowanych m.in. w „Zapiskach Numizmatycznych” i „Wiadomościach Numizmatyczno-Archeologicznych”. Od 1873 roku współpracownik Komisji do badania Historii Sztuki w Polsce.

## Wybrane publikacje
- Spis czterdziestu ośmiu numizmatów ze zbioru Antoniego Ryszarda (właściciela firmy S. Zaczyński) w Krakowie, które skradzione zostały dnia 23 na 24 czerwca 1880 r. we Lwowie, w mieszkaniu nr. 41 przy ulicy Leona Sapiehy, Kraków: Antoni Ryszard 1880.
- Spis dzieł numizmatycznych polskich i z temi styczność mających lub pomocniczych, Kraków 1881.
- Bibliografia numizmatyczna polska: spis dzieł, pism i artykułów o monetach, medalach i rzeczach menniczych polskich traktujących[2], Kraków: nakładem autora 1882.
- Uniwersał króla Zygmunta Augusta z dnia 14 czerwca 1567 roku, według uchwały Sejmu Piotrkowskiego talarom obcym cenę i kurs w Polsce naznaczający: kopia dopełniona i objaśniona, Kraków 1883.
- Położenie kamienia węgielnego pod mennicę warszawską dnia 16 czerwca 1817 roku,[3] Kraków: Tow. Numizmatyczne 1890.
- Monety z alchemicznego złota, ślady bicia takowych w Polsce oraz recepta na pomnażanie złota i bicie zeń dukatów[4], Kraków: nakładem autora 1892.
- Szkoła numizmatyczna[5], Kraków: Tow. Numizmatyczne 1893.
- Spis dzieł numizmatycznych polskich i z niemi styczność mających[6], Kraków: Rodzina ś. p. Ryszarda 1894.